# Molekülerkennung

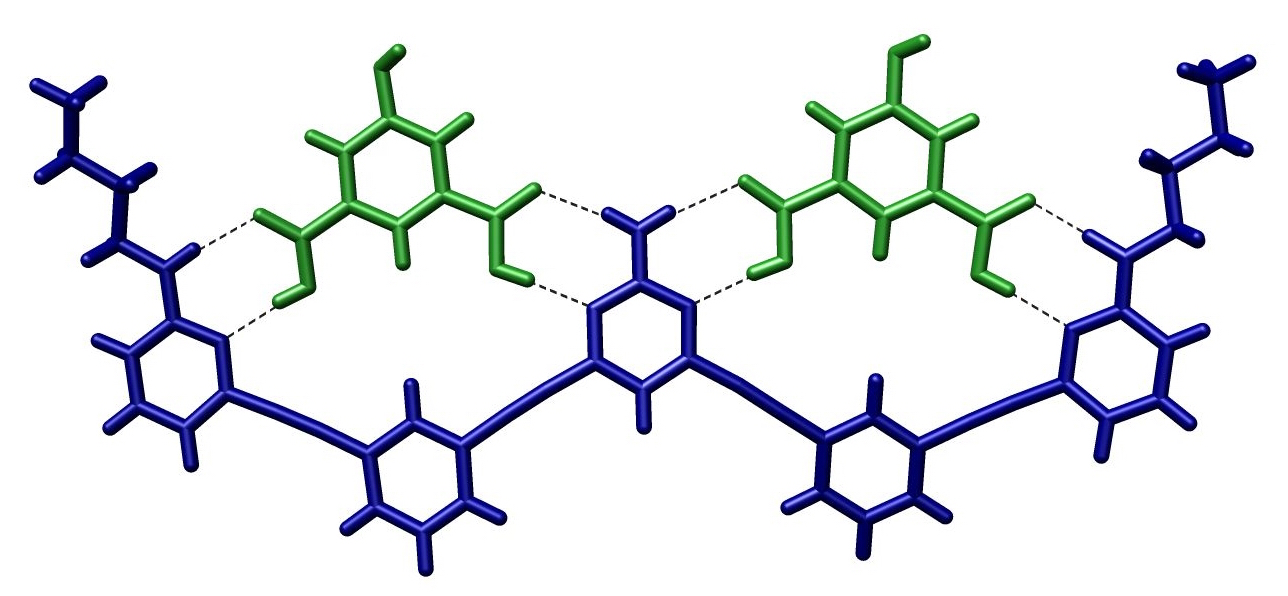
Kristallstruktur von zwei Isophthalsäure-Molekülen Isophthalsäure-Molekülen die über Wasserstoffbrückenbindungen (gepunktet gezeichnet) an ein Wirtsmolekül gebunden sind.

Der Begriff Molekülerkennung oder molekulare Erkennung bezeichnet eine nicht kovalente Interaktion zwischen zwei oder mehr Molekülen, die spezifisch für genau diese Kombination von Molekülen ist. Oftmals gibt es bei dieser Interaktion ein größeres Wirtsmolekül, welches mit einem Gastmolekül interagiert. Die molekulare Erkennung erfolgt nach dem Schlüssel-Schloss-Prinzip.

## Arten von Wechselwirkungen
Es gibt eine Vielzahl von Wechselwirkungen, die bei der Molekülerkennung eine Rolle spielen. Dies sind unter anderem Wasserstoffbrückenbindungen, Van-de-Waals-Wechselwirkungen, Komplexbildungsreaktionen, Hydrophobieeffekte, Pi-Komplexe, Halogenbindungen oder Elektrostatische Wechselwirkungen. Zusätzlich zu diesen direkten Wechselwirkungen können auch Lösungsmitteleffekte eine entscheidende Rolle spielen.

## Statisch oder dynamisch

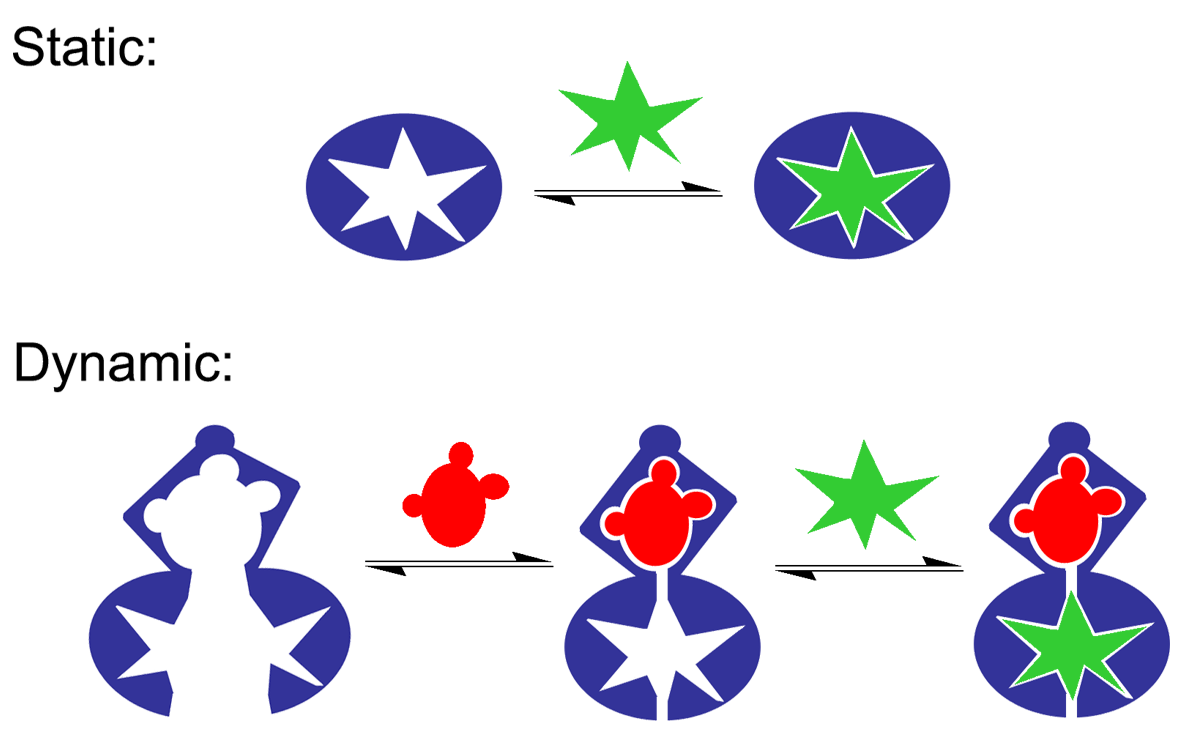
Oben: Statische Erkennung zwischen einem Gastmolekül und einer einzelnen Wirtsbindungsstelle. Unten: Bei der dynamischen Erkennung führt die Bindung des ersten Gastmoleküls zu einer Konformationsänderung an einer anderen Bindungsstelle, wodurch die dortige Bindungskonstante beeinflusst wird (in diesem Fall positiv)

Molekülerkennung lässt sich einteilen in statische Molekülerkennung und dynamische Molekülerkennung. Die statische Molekülerkennung ist dabei eine 1:1 Verbindung von einem Wirtsmolekül und einem Gastmolekül zu einem Wirts-Gast-Komplex.
Bei der dynamischen Molekülerkennung führt die Bindung eines ersten Gastmoleküls an eine erste Bindungsstelle zu einer Veränderung einer zweiten Bindungsstelle. Bei positiven allosterischen Systemen verstärkt die Bindung des ersten Gastes die Bindung des zweiten, bei negativen wird sie geschwächt. Die dynamische Molekülerkennung kann die Fähigkeit, zwischen konkurrierenden Zielmolekülen zu unterscheiden, verbessern. Dynamische Molekülerkennungen werden auch für den Einsatz in chemischen Sensoren und molekularen Maschinen untersucht.

## Komplexität der Molekülerkennung
Eine im Jahr 2011 durchgeführte Studie zur molekularen Simulation von Molekülerkennungsprozessen zeigte, dass schon für kleine Moleküle, wie etwa Kohlenhydrate, der Erkennungsprozess nicht vorhergesagt werden kann, obwohl die Stärken aller Wasserstoffbrückenbindungen bekannt waren.

## Vorkommen

### Biologische Systeme

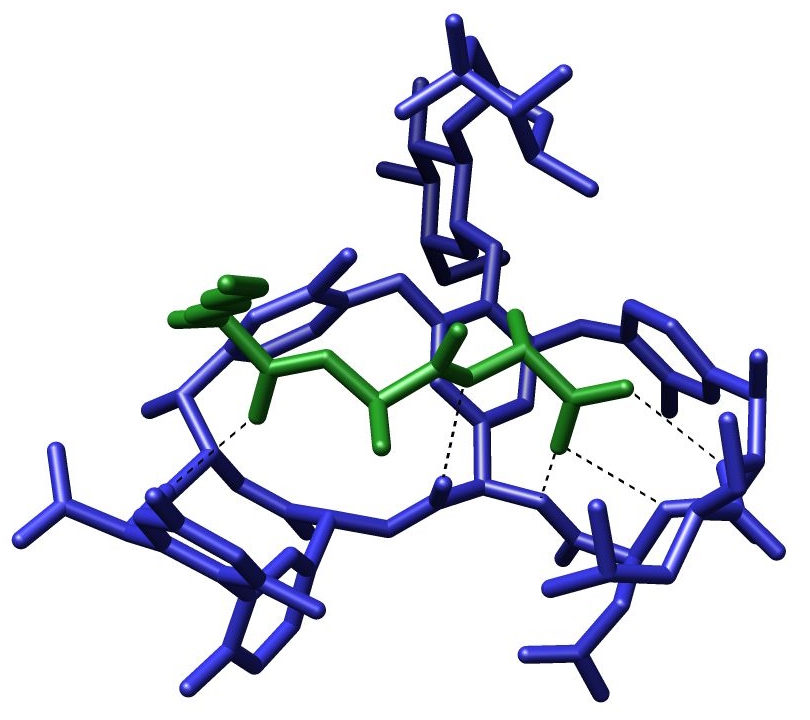
Kristallstruktur eines kurzen Peptides L-Lys-D-Ala-D-Ala (eine Vorstufe für bakterielle Zellwände), welches mittels Wasserstoffbrückenbindungen an das Antibiotikum Vancomycin gebunden ist.

Die Molekülerkennung spielt eine sehr wichtige Rolle in biologischen Systemen. Zum Beispiel in Rezeptor-Ligand-, Antigen-Antikörper-, DNA-Protein- und Enzym-Substrat-Wechselwirkungen.
Ein wichtiges Beispiel für Molekülerkennung liefert das Antibiotikum Vancomycin, welches selektiv mittels fünf Wasserstoffbrückenbindungen an Peptide mit endständigem D-Alanyl-D-Alanin in Bakterienzellen bindet. Durch die Verbindung mit dem Vancomycin werden die Peptide für den Aufbau der Zellwand unbrauchbar.

### Supramolekulare Systeme
Inzwischen konnte gezeigt werden, dass künstliche supramolekulare Systeme so konstruiert werden können, dass sie eine Molekülerkennung aufweisen. Eines der frühesten Beispiele solcher Systeme sind Kronenether, welche nur an bestimmte Kationen binden.